# Casa de Harold Pratt

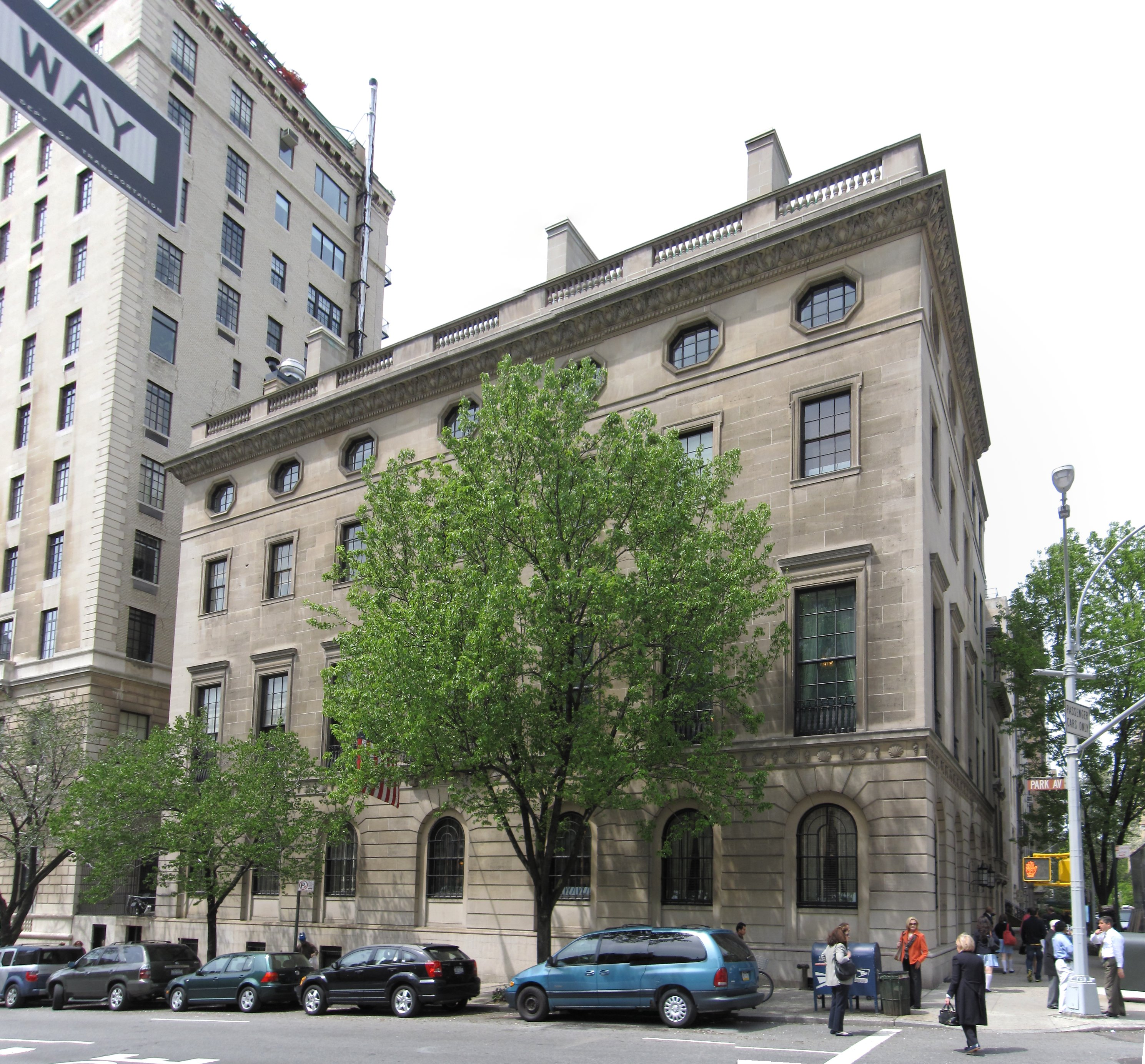
Lateral.

La Casa Harold Pratt es una mansión histórica ubicada en el número 58 de la East 68th Street (en la esquina de Park Avenue) en el Upper East Side de Manhattan en la ciudad de Nueva York. Sirve como sede del grupo de expertos del Consejo de Relaciones Exteriores. Los salones de recepciones formales del edificio también se pueden alquilar para reuniones, bodas y otros eventos especiales. 
La casa fue construida entre 1919 y 1920 como residencia del industrial petrolero Harold I. Pratt y su familia. El Consejo de Relaciones Exteriores se mudó al edificio en abril de 1945 después de que fuera donado por la viuda de Pratt, Harriet Barnes Pratt, en 1944. 